# Лебедєво (Старицький район)
Лебедєво (рос. Лебедево) — присілок в Старицькому районі Тверської області Російської Федерації.
Населення становить 1 особу. Входить до складу муніципального утворення сільське поселення станція Стариця.

## Історія
Від 2005 року входить до складу муніципального утворення сільське поселення станція Стариця. Раніше населений пункт належав до Покровського сільського округу.

## Населення
| 2008 | 2010 |
| ---- | ---- |
| 4    | ↘1   |